# Tachuda nigella
Tachuda nigella är en fjärilsart som beskrevs av Paul Dognin 1911. Tachuda nigella ingår i släktet Tachuda och familjen tandspinnare. Inga underarter finns listade i Catalogue of Life.